# Luis Herrero
Luis Francisco Herrero-Tejedor Algar (Castellón de la Plana, 4 de octubre de 1955) es un periodista y escritor español.

## Biografía
Casado y padre de cinco hijos, Luis Herrero es hijo de Fernando Herrero Tejedor, político del franquismo, que llegó en 1975 a la Secretaría General del Movimiento, justo antes de su muerte en accidente de tráfico. Pertenece a una familia numerosa de seis hermanos, entre ellos Fernando Herrero Tejedor, jurista, fiscal de Sala de lo Militar del Tribunal Supremo. Nacido Luis Francisco Herrero Algar, cambió su apellido a Herrero-Tejedor en 1975.
En 1978 concluyó sus estudios de Periodismo en la Facultad de Comunicación de la Universidad de Navarra, donde fue compañero de Antonio Herrero. Tras comenzar su andadura en los periódicos Arriba, Mediterráneo y en la Hoja del Lunes, en 1982 ingresa en Antena 3 Radio como redactor jefe y posteriormente subdirector de Informativos.
Con la llegada de las televisiones privadas a España, su imagen se hace popular al ser uno de los primeros presentadores del informativo Antena 3 Noticias. En esa misma época, presenta el programa de debate Los tres de Antena 3, junto a José María Carrascal y Fernando González Urbaneja. En 1992, abandona junto a José María García, Antonio Herrero y Federico Jiménez Losantos el Grupo Antena 3 por disconformidad con el cambio empresarial producido.
Comienza su andadura en la COPE presentando el programa nocturno La linterna. El programa se encuentra a medio camino entre lo informativo y el debate, en unos años en que se generaliza el formato de las tertulias políticas. Al mismo tiempo, colaboraba en Telecinco y presentó en 1997, El debate de La Primera en Televisión Española.
Tras la muerte en accidente de Antonio Herrero en 1998 se hace cargo de su programa matinal La mañana y desde 2002 presenta y dirige Cowboys de medianoche, hasta 2003.
Entre febrero de 2002 y abril de 2004 presentó en TVE, El debate de La 2 que dirigía Alfredo Urdaci. 
Animado por su amigo Jaime Mayor Oreja, en 2004 se presenta a las elecciones al Parlamento Europeo en las listas del PP, pasando a integrarse en el grupo del Partido Popular Europeo-Demócratas Europeos. 
Después de ser elegido eurodiputado, colabora asiduamente durante 2005 en la tertulia política de Cada día, el programa que María Teresa Campos dirigía en Antena 3 y en años venideros sigue realizando colaboraciones en las tertulias políticas.
En septiembre de 2007, publicó un ensayo titulado Los que le llamábamos Adolfo, dedicado a la trayectoria política y humana de Adolfo Suárez, a propósito del 75 cumpleaños del expresidente del gobierno español.
En febrero de 2009, se convierte en noticia por su precipitada expulsión de Venezuela tras unas declaraciones en televisión en las jornadas previas al referéndum convocado por el gobierno de Hugo Chávez. Al finalizar el mandato del parlamento, en 2009, abandona la política y retoma el periodismo como actividad principal.
En junio de 2009, junto a Federico Jiménez Losantos y César Vidal anuncian su salida de COPE y presentan esRadio, una nueva emisora que iniciaría su andadura el 7 de septiembre. En esa etapa conducirá el programa de las tardes.
Entre septiembre de 2010 y enero de 2011 simultaneará su programa radiofónico con el programa La vuelta al mundo, de Veo Televisión. En enero de 2011 iniciaría una colaboración con Intereconomía para dar un repaso a la actualidad sociopolítica, interviniendo habitualmente en la tertulia política del programa El gato al agua.
A partir de la temporada 2013/2014, con la salida de César Vidal de esRadio, su programa En casa de Herrero pasaría de las tardes a las noches de las 20:00 a las 23:00 horas de lunes a jueves y de 20:00 a 22:00 los viernes.
En la actualidad, recuperado el horario vespertino de su programa diario en esRadio sigue con el programa semanal  Cowboys de medianoche, tertulia formada por José Luis Garci, Eduardo Torres-Dulce, el poeta Luis Alberto de Cuenca, el diplomático Inocencio Arias y el propio Herrero, que se viene emitiendo ininterrumpidamente desde 2002 y gira alrededor de la cinematografía actual y de la intemporal (o de cualquier cosa con el pretexto del cine o sin él). También ejerce de columnista esporádico de Libertad Digital y firma habitual de ABC.
Ha publicado las novelas El tercer disparo, Los días entre el mar y la muerte, Dejé de pronunciar tu nombre y Donde la tierra se acaba

## Libros

### Política
- Conde, el ángel caído. Temas de hoy, 1994.[10]
- El ocaso del régimen: del asesinato de Carrero a la muerte de Franco. Temas de hoy, 1995.[11]

### Biografía
- Los que le llamábamos Adolfo. La esfera de los libros, 2007.[12]
- En vida de Antonio Herrero. La esfera de los libros, 2008.[13]

### Novela
- El tercer disparo. La esfera de los libros, 2009.[14]
- Los días entre el mar y la muerte. La esfera de los libros, 2011.[15][16]
- Dejé de pronunciar tu nombre: la vida prohibida de Carmen Díez de Rivera. La esfera de los libros, 2017.[17][18][19]
- Donde la tierra se acaba. La esfera de los libros, 2021.[20][21]

## Premios
- Antena de Oro en 1990.[22]

## Aficiones
- Es jugador de pádel y coincidió a menudo con José María Aznar.[cita requerida]
- Es seguidor del Real Madrid Club de Fútbol y apasionado del cine y la buena literatura.[23]
- Apareció en un episodio navideño de la serie Farmacia de guardia[24] e hizo un cameo en la película Sangre de mayo.[25]